# Jugendstil
Jugendstil (også kaldet Art nouveau eller Modern Style, Liberty-stil) er en kunstnerisk stilperiode i Europa 1896-1910 og i Danmark 1900-1915, hvor stilen ofte blandedes med nationalromantikken (se Skønvirke).
Jugendstilen er et formsprog, der arbejder meget med organiske former, inspireret af naturens kurver.
Jugend slog særligt igennem i Midteuropa. I England herskede den beslægtede stilretning Arts and Crafts. I Skotland var Art Nouveau meget udbredt, repræsenteret af bl.a. Charles Rennie Mackintosh.
Jugend (tysk: ungdom) angiver, at der er tale om en ny og ung stil. Jugendstilen er opkaldt efter tidsskriftet Jugend, der argumenterede for stilen fra 1896 og med karakteristiske vignetter tegnet af O. Eckmann. Jugendstilen var imod historicismen og dens efterligninger. Den ville forene arkitektur og dekorativ kunst og lægger vægt på god udførelse, ægte materialevirkninger og former og dekoration baseret på slyngede, stiliserede, dekorative stregmønstre inspireret af naturens former fx tulipaner og åkander.
Målet var at genindføre håndværksmæssig og kunstnerisk kvalitet i brugsting, genopdage de traditioner for håndværk, der kendtes fra middelalderen og lægge afstand til industrialismens massefremstilling. Kunsthåndværket og kleinkunsten er fx møbler, smedejernsarbejder, smykker og glas, der er udført i organiske former. Glas har flere farver og blomsterdekorationer. Smykker ses i forskellige materialer og kan være udformet som fx blomster og insekter.

## Jugend i enkelte lande

### Danmark
I Danmark fik jugendstilen aldrig rigtigt fodfæste inden for arkitekturen, men satte derimod et vist præg på kunstindustrien. En kortlivet stilperiode var skønvirke, hvor den herskende nationalromantik blev tilsat jugendprægede detaljer. Navnet kom fra tidsskriftet Skønvirke, hvor Caspar Leuning Borch var redaktør.
Af de få "rene" jugendhuse i Danmark kan nævnes Glacisgaarden i Østbanegade i København, der blev opført 1904 ved arkitekt Aage Langeland-Mathiesen. Huset er angiveligt kopieret efter en bygning i Wien og er i dag bygningsfredet. Anton Rosen har desuden tegnet en række jugendinspirerede bygninger i København, nemlig Hotel Savoy (Løvenborg, 1906) på Vesterbrogade og Metropol-bygningen (1908) på hjørnet af Frederiksberggade og Kattesundet.
Rolf Schroeder var en af de få danske arkitekter, der i en tid tog den tyske jugendstil til sig som sin egen. Lægevillaen og -klinikken på Martinsvej ved Søerne på Frederiksberg (i dag helt ændret i det ydre) er et eksempel på hans brug af planteornamentik sammen med nybarokke træk. Derudover udmærker Elefanthuset (Husumgade 10-12) sig som et af de sjældne danske eksempler på jugendarkitektur.
Sønderborg har derimod mange jugendbygninger opført i den tyske tid omkring 1. verdenskrig.
|                      |
| Aarhus Teater (1900) |

|                           |
| Jugendhuset, Varde (1901) |

|                               |
| Uranienborg, København (1902) |

|                                |
| Elefanthuset, København (1903) |

|                                 |
| Glacisgaarden, København (1904) |

|                             |
| Løvenborg, København (1906) |

|                             |
| Aarhus Katedralskole (1906) |

|                            |
| Metropol, København (1908) |

|                                            |
| Jugendstilshuset, Hjerpsted, Tønder (1908) |

### Frankrig
Den mest fremtrædende franske repræsentant var Hector Guimard (1867-1940, født i Belgien). En anden fremtrædende mester var Jules Lavirotte (1874-1954). Blandt pionererne må nævnes August Perret (1874-1954), som tegnede en bemærkelsesværdig bygning i Franklingade fra 1903 og en garage i Ponthieugade fra 1905 i Paris, samt Henry Sauvage (1873-1938) med hans boligbygning i Vavingade fra 1912.

### Nederlandene
I Nederlandene blev jugendbyggestil især fremmet af arkitekten Hendrik Petrus Berlage (1856-1934). Hans elegante rødstensarkitektur viser sig fx i Amsterdams Børsbygning (1897-1903). Den artistiske udformning var inspireret af den middelalderlige tradition og det strukturelle system hentet fra gotisk arkitektur. Dette kom til udtryk i konstruktionen med hvælvinger og støttepiller.

### Spanien
I Spanien blev jugendstilen synonym med den byggestil, som Antoni Gaudi (1852-1926) benyttede i Barcelona. Dette gælder Sagrada Familia-katedralen (påbegyndt 1884), to boligejendomme Casa Batiló (1904-1906) og Casa Mila (1906-1910) samt udformningen af Guell-parken (1900-1914).

### Storbritannien
I Storbritannien var den mest originale arkitekt den skotsk fødte Charles Rennie Macintosh (1868-1928) samt Charles Harrison Townsend (1852-1928), som i London forestod Whitechapel Art Gallery (1897-1899) og Horniman Museum (1900-1902).